# Vote rose
Le vote rose fait référence à l'exercice du droit de vote des personnes des personnes LGBT. Chaque bulletin de vote qu'une personne homosexuelle peut exprimer est ainsi appelé vote rose. C'est au Royaume-Uni, et plus largement dans le monde anglo-saxon, que l'usage de ce concept est le plus répandu. Les réflexions autour de la notion de vote rose s'étendent aux États-Unis et au Canada ainsi que dans de nombreux autres pays comme l'Afrique du Sud et l'Australie, qui commencent à reconnaître son poids dans les élections. 
Des débats ont lieu sur l'impact des votes roses et leur existence en politique. 
Par ailleurs, il existe des mouvements socio-politiques et des groupes politiques formés par des personnes LGBT qui sont liés à des partis politiques.

## Royaume-Uni
Selon l'Office for National Statistics (Office national des statistiques), 1 % de la population totale du Royaume-Uni est homosexuel, ce qui équivaut à 480 000 personnes se considérant gays, bisexuelles ou lesbiennes. Les partis politiques, souhaitant récupérer les voix du vote rose, ne ménagent aucun effort pour persuader la communauté du LGBT de voter en leur faveur,,.
Le poids électoral du vote rose a considérablement augmenté avec l’évolution des mœurs. Charles Kennedy, membre du parti démocrate libéral, a plaidé pour convaincre le « vote rose » en 2001 et a promis un ensemble de moyens pour renforcer les droits des personnes LGBT, de même que le Premier ministre de l'époque et le chef du Parti conservateur, qui ont pris des mesures pour attirer les trois millions de votes roses du Royaume-Uni.

## États-Unis
Selon une étude de Gallup, les Américains interrogés ont estimé que la population homosexuelle était d'environ une personne sur cinq aux États-Unis, ce qui représenterait près de 20% de la population totale, alors que les chiffres réels sont estimés à 10% ou moins. Ce pourcentage joue un rôle important dans les élections et les partis politiques cherchent par tous les moyens à attirer ces électeurs roses,.
Les démocrates LGBT (en) (liés au parti démocrate) et les républicains Log Cabin (liés au parti républicain) sont deux des plus importants groupes politiques américains qui défendent les droits des LGBT en politique. 

## Reste du monde
Avec l’impact visible du vote rose au Royaume-Uni, la scène politique du Canada a également commencé à s'y intéresser. Cette nouvelle idée a également fait l'objet de débats dans la sphère politique australienne.
Il existe des pays comme l’Afrique du Sud où le vote rose n’a pas encore acquis une telle importance dans les campagnes électorales et où la communauté homosexuelle n’est pas particulièrement prise en compte durant les élections.